# Quanno nascette Ninno
era notte e pareva miezo juorno»
(incipit del canto)

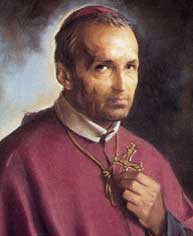
Sant'Alfonso Maria de' Liguori

Quanno nascette Ninno è un canto natalizio in lingua napoletana, scritto da Sant'Alfonso Maria de' Liguori. Da questo canto deriva Tu scendi dalle stelle.

## Nota storica e musicale
Quanno nascette Ninno, chiamato anche con il nome "Pastorale", fu scritto in lingua napoletana nel 1731, a Ravello (provincia di Salerno), da Alfonso Maria de' Liguori, prima persona a usare tale idioma per canti religiosi. In origine venne intitolato Per la nascita di Gesù, nome con il quale nell'anno 1816 venne pubblicato. Luogo d'ispirazione per la composizione del canto furono le alture del Rifugio di Santa Maria dei Monti di Scala (provincia di Salerno), che il vescovo aveva visitato durante un soggiorno effettuato in quello stesso anno. Dopo la pubblicazione della prima edizione, Quanno nascette Ninno ha subìto varie rielaborazioni e arrangiamenti (per esempio, si pensi che lo stesso Sant'Alfonso lo utilizzò come spunto per comporre, nel 1744, un altro canto natalizio, con parole e in parte la melodia modificate: Tu scendi dalle stelle). L'incipit della pastorale ricalca la melodia del duetto "He shall feed his flock" del Messiah di Georg Friedrich Händel, composto e pubblicato alcuni anni prima, ma tale riferimento è stato poi eliminato e sostituito da una melodia originale in Tu scendi dalle stelle, che riprende quasi letteralmente la seconda parte del motivo del canto napoletano.

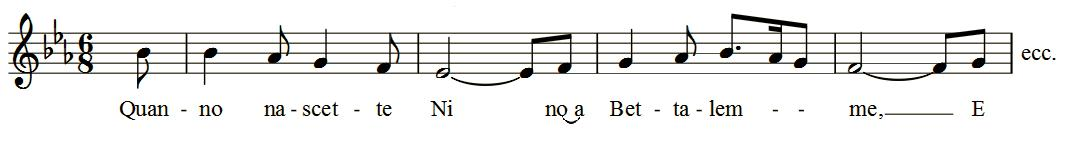
Incipit di "Quanno nascette Ninno" (versione originale)

Quanno nascette Ninno è misurato in 6/8, in ritmo prevalentemente trocaico. La melodia inizia con un'anacrusi.
Oltre alle molte versioni filologiche fedeli alla stesura originale, il brano è stato reinterpretato anche da vari cantanti italiani di musica leggera, popolare e cori, fra cui Mina, Edoardo Bennato, Pina Cipriani e Piccolo Coro dell'Antoniano.

## Testo
Il testo del canto, scritto in lingua napoletana, è costituito da strofe di sette versi ciascuna, eccetto alcune che sono irregolari.
Le prime strofe raccontano e descrivono in modo generale la nascita di Gesù e come il mondo, a causa di questo evento particolare, si trasforma («Co tutto ch'era vierno, Ninno bello, / Nascetteno a migliara rose e sciure. / Pe 'nsí o ffieno sicco e tuosto / Che fuje puosto - sott'a Te, / Se 'nfigliulette, / E de frunnelle e sciure se vestette.»).

Le strofe che vanno dalla sei alla dieci raccontano, seguendo quanto è scritto nel Vangelo di Luca, al quale vengono aggiunti particolari fantasiosi, l'annuncio degli Angeli ai pastori, i quali, dopo esser venuti a conoscenza della nascita di Gesù, s'affrettarono ad andarlo a trovare («Che tardammo? - Priesto, jammo, / Ca mme sento scevolí / Pe lo golfo / Che tengo de vedé sso Ninno Dio.»). Nelle strofe seguenti viene descritta l'adorazione del Bambino in modo molto poetico e fantasioso, non molto dissimile all'immaginazione popolare («Correttero i Pasture a la Capanna; / Là trovajeno Maria / Co Giuseppe e a Gioja mia; [...] Restajeno 'ncantate e boccapierte / Pe tanto tiempo senza dì parola; / Po jettanno - lacremanno / Nu suspiro pe sfocà, / Da dint'o core / Cacciajeno a migliara atte d'ammore. [...] Ninno [...] Ca lle mettette/le Mmane 'n capo e li benedicette. [...] Cercajeno licenzia a la Mamma: / Se mangiajeno li Pedille / Coi vasille - mprimmo, e po / Chelle Manelle, / All'urtemo lo Musso [...] Po assieme se mettetteno a sonare / E a cantà cu l'Angiule e Maria, [...] "Viene suonno da lo Cielo, / Vien'e adduorme sso Nennillo;/ Pe pietà, ca è peccerillo, / Viene suonno e non tardà.»).

Nelle strofe che seguono, il testo è in prima persona e parla di pentimento dei propri peccati e di come, nonostante i sacrifici di Gesù, si continui a peccare («Io pure songo niro peccatore, / Ma non boglio esse cuoccio e ostinato. / Io non boglio cchiù peccare, / Voglio amare - voglio stà / Co Ninno bello [...] Ma Tu mme diciarraje ca chiagniste, / Acciò chiíagnesse pure o peccatore. / Agg o tuorto - haje fosse muorto / N'ora primmo de peccà! / Tu m'aje amato, / E io pe paga t'aggio maltrattato!»). Nelle ultime strofe, strettamente correlate con quelle precedenti, si sviluppa un contrasto tra la luce e le tenebre («Nennillo mio, Tu si sole d'ammore, / Faje luce e scarfe pure o peccatore / Quanno è tutto - niro e brutto / Comm'a pece, tanno cchiù / Lo tiene mente, / E o faje arreventà bello e sbrannente.»), dopodiché segue una preghiera rivolta alla Madonna («O Maria - Speranza mia, / Ment'io chiango, prega Tu: / Penza ca pure / Si fatta Mamma de li peccature.»).
Il testo originale del canto non è giunto sino a noi per intero, e diverse sono le versioni oggi cantate. La versione oggi più conosciuta è la seguente:
Quanno nascette Ninno a Bettlemme

Era notte e pareva miezo juorno.

Maje le Stelle - lustre e belle 
Se vedetteno accossí:

E a chiù lucente

Jette a chiammà li Magge 'a ll'Uriente.
De pressa se scetajeno ll'aucielle

Cantanno de na forma tutta nova:

Pe 'nsí agrille - co li strille,

E zompanno accà e allà;

È nato, è nato,

Decevano, lo Dio, che nc'ha criato.
Co tutto ch'era vierno, Ninno bello,

Nascetteno a migliara rose e sciure.

Pe 'nsí o fieno sicco e tuosto

Che fuje puosto - sotto a Te,

Se 'nfigliulette,

E de frunnelle e sciure se vestette.
A no paese che se chiamma Ngadde,

Sciurettero le bigne e ascette ll'uva.

Ninno mio sapuritiello,

Rappusciello - d'uva - sì Tu;

Ca tutt'amore

Faje doce a vocca, e po 'mbriache o core.
No 'nc'erano nemmice pe la terra,

La pecora pasceva cu 'o lione;

Cu 'o capretto - se vedette

'O liupardo pazzeà;

Ll'urzo e 'o vitiello

E co lo lupo 'n pace 'o pecoriello.
S'arrevotaje 'nsomma tutt'o Munno,

Lu cielo, 'a terra, 'o mare, e tutt'i gente.

Chi dormeva - se senteva

'N pietto 'o core pazzeà

Pe la priezza;

E se sonnava pace e contentezza.
Guardavano le pecore 'i Pasturi,

E n'Angelo sbrannente chiù dô sole

Comparette - e lle dicette:

No ve spaventate no;

Contento e riso

La terra è arreventata Paraviso.
A vuie è nato ogge a Bettalemme

Dô Munno ll'aspettato Sarvatore.

Dinto 'i panni 'o trovarrite,

Nu potite maje sgarrà,

Arravugliato,

E dinto a lo Presebbio curcato.
A meliune ll'Angiule calate

Co chiste se mettetteno a cantare:

Gloria a Dio, pace 'n terra,

Nu chiù guerra - è nato già

Lo Rre d'ammore,

Che dà priezza e pace a ogne core.
Sbatteva 'o core 'n pietto a ssi Pasture;

E ll'uno 'n faccia a ll'auto diceva:

Che tardammo? - Priesto, jammo,

Ca me sento scevolí

Pe lo golìo

Che tengo de vedé sso Ninno Dio.
Zompanno, comme 'a ciereve ferute,

Correttero 'i Pasture a la Capanna;

Là trovajeno a Maria

Co Giuseppe e a Gioja mia;

E 'n chillo Viso

Provajeno no muorzo e Paraviso.
Restajeno 'ncantate e boccapierte

Pe tanto tiempo senza dì parola;

Po jettanno - lacremanno

Nu suspiro pe sfocà,

Da dinto 'o core

Cacciajeno a migliara atte d'ammore.
Co 'a scusa de donare li presiente

Se jetteno azzeccanno chiano chiano.

Ninno no li refiutaje,

Ll'azzettaje - comme a dì,

Ca lle mettette

Le mane 'n capo e li benedicette.
Piglianno confedenzia a poco a poco,

Cercajeno licenzia a la Mamma:

Se mangiajeno li Pedille

Co 'i vasille - mprimmo, e po

Chelle Manelle,

All'urtemo lo Musso e 'i Mascarielle.
Po assieme se mettetteno a sonare

E a cantà cu ll'Angiule e Maria,

Co na voce - accossí doce,

Che Giesù facette: ah aah...

E po chiudette

Chill'uocchie aggraziate e s'addormette.
La ninna che cantajeno me pare

Ch'avette a esse chesta che mo dico.

Ma 'nfrattanto - o la canto,

Macenateve de stà

Co li Pasture

Vecíno a Ninno bello vuje pure.
"Viene suonno da lo Cielo,

Viene e adduorme sso Nennillo;

Pe pietà, ca è peccerillo,

Viene suonno e nun tardà.
Gioia bella de sto core,

Vorria suonno arreventare,

Doce, doce pe te fare

Ss'uocchie bell'addormentà.
Ma si Tu p'esser'amato

Te si fatto Bammeniello,

Sulo amore è o sonnariello

Che dormire te po fa.
Ment'è chesto può fa nonna,

Pe Te st'arma è arza e bona.

T'amo, t'a... Uh sta canzona

Già t'ha fatto addobeà!

T'amo Dio - Bello mio,

T'amo Gioja, t'amo, t'a...
Cantanno po e sonanno li Pasture

Tornajeno a lle mantre nata vota:

Ma che buò ca cchiù arrecietto

Non trovajeno into a lu pietto:

A 'o caro Bene

Facevano ogne poco 'o va e viene.
Llo 'nfierno sulamente e 'i peccature

Ncocciuse comme a isso e ostinate

Se mettetteno appaura,

Pecchè a scura - vonno stà

Li spurtegliune,

Fujenno da lo sole li briccune.
Io pure songo niro peccatore,

Ma non voglio esse cuoccio e ostinato.

Io non voglio chiù peccare,

Voglio amare - voglio stà

Co Ninno bello

Comme nce sta lo voje e l'aseniello.
Nennillo mio, Tu si sole d'ammore,

Faje luce e scarfe pure ô peccatore

Quanno è tutto - niro e brutto

Comme 'a pece, tanno cchiù

Lo tiene mente,

E 'o faje arreventà bello e sbrannente.
Ma Tu me diciarraje ca chiagniste,

Acciò chiagnesse pure 'o peccatore.

Aggio tuorto - aie, fosse muorto

N'ora primma de peccà!

Tu m'haje amato,

E io pe paga t'aggio maltrattato!
A vuje, uocchie mieje, doje funtane

Avrite a fa de lagreme chiagnenno

Pe lavare - pe scarfare

Li pedille de Giesù;

Chi sa pracato

Decesse: via, ca t'aggio perdonato.
Viato a me si aggio sta fortuna!

Che maje pozzo chiù desiderare?

O Maria - Speranza mia,

Ment'io chiango, prega Tu:

Penza ca pure

Si fatta Mamma de li peccature.

### Traduzione del testo in italiano
Il termine Ninno non significa strettamente Gesù, ma viene correttamente tradotto con Bambino, dove la lettera maiuscola è in segno di rispetto (come accade, per esempio, nello spagnolo per la parola "niño"). 
Quando nacque il Bambino a Betlemme

Era notte e sembrava mezzogiorno.

Mai le Stelle luccicanti e belle

Si videro così:

E la più lucente

andò a chiamare i Magi ad Oríente.
Subito si svegliarono gli uccelli

Cantando in una forma tutta nuova:

Persino i grilli con gli strilli,

saltando di qua e di là;

È nato, è nato,

Dicevano, il Dio, che ci ha creato.
Nonostante fosse inverno, Bambino bello,

Spuntarono migliaia di rose e di fiori.

Persino il fieno secco e tosto

Che fu posto sotto di Te,

S'ingemmò,

E di fronde di fiori si rivestì.
In un paese che si chiama Engaddi,

Fiorirono le vigne e spuntò l'uva.

Bambino mio, così saporito,

Grappolino d'uva sei Tu;

Che tutto amore

Fai dolce la bocca, e poi ubriachi il cuore.
Non c'erano nemici per la terra,

La pecora pascolava con il leone;

Con le caprette si vide

Il leopardo giocare;

L'orso e il vitello

E con il lupo in pace l'agnellino.
Si rivoltò insomma tutto il Mondo,

Il cielo, la terra, il mare, e tutte le genti.

Chi dormiva si sentiva

Nel petto il cuore saltare

Per l'allegria;

E si sognava pace e contentezza.
Guardavano le pecore i Pastori,

E un Angelo splendente più del sole

Comparve e disse loro:

Non vi spaventate, no!

C'è felicità e riso:

La terra è divenuta Paradiso.
Per voi oggi a Betlemme è nato

L'atteso Salvatore del Mondo.

Lo troverete, non potete sbagliarvi,

Avvolto nelle fasce

E adagiato nella mangiatoia
Milioni gli Angeli calarono

Con questi si misero a cantare:

Gloria a Dio e pace in terra,

Non più guerra - è nato già

Il Re d'amore,

Che dà allegrezza e pace a ogni cuore.
Sbatteva il cuore in petto ai Pastori;

E l'uno all'altro diceva:

Perché aspettiamo? - Presto, andiamo
, 
Ché me sento venir meno

Il desiderio

Che ho di vedere il Dio fattosi bimbo.
Saltando, come cervi feriti,

Corsero i Pastori alla Capanna;

Là trovarono Maria

Con Giuseppe e la Gioia mia;

E in quel Viso

ebbero un assaggio del Paradiso.
Rimasero incantati a bocca aperta,

Per tanto tempo senza dire parola;

Poi fecero - lacrimando -

Un sospiro per dare sfogo ai loro sentimenti.

Dal profondo del cuore

con mille gesti emisero il loro amore.
Con la scusa di offrire doni

Iniziarono ad accostarsi piano piano

Il Bambino non li rifiutò,

Li accettò e mostrò il suo gradimento,

mettendogli loro

Le Mani sul capo e li benedisse.
Prendendo confidenza a poco a poco,

Chiesero il permesso alla Mamma:

Si mangiarono i Piedini

Coi bacetti - prima, e poi

Quelle Manine,

E all'ultimo il Musetto e le Guancine.
Poi assieme si misero a suonare

E a cantare con l'Angelo e Maria,

Con una voce - così dolce,

Che Gesù fece: ah aah...

E poi chiuse

Quegli occhi aggraziati e s'addormentò.
La ninna nanna che cantarono mi pare

Dovesse essere quella che ora dico.

Ma intanto - che io la canto,

Immaginatevi di stare

Coi Pastori

Vicino al Bambino bello.
"Vieni sonno dal Cielo,

Vieni e addormenta questo Bambinello;

Per pietà, ché è piccino,

Vieni sonno e non tardare.
Gioia bella di questo cuore,

Vorrei diventare sonno,

Per farti, dolce, dolce

Addormentare quest'occhi belli.
Ma se Tu per esser amato

Ti sei fatto Bambinello,

Solo amore è quel dolce sonnellino

Che può farti addormentare.
Se è così, puoi fare la nanna,

Per Te quest'anima è bella e arsa.

Ti amo, ti a... uh! questa canzone

Già ti ha fatto addormentare.

Ti amo, Dio, bello mio,

Gioia mia, Ti amo, Ti amo.
Cantando poi e suonando i Pastori

Tornarono alle mandrie un'altra vota:

Ma cosa vuoi? non trovarono

Più riposo nel petto:

Al caro Bene

Facevano ogni poco va e víeni.
L'inferno solamente e i peccatori

Testardi come esso e ostinati

Si misero paura,

Perché nella tenebra vogliono stare

I pipistrelli,

Fuggendo dal sole i bricconi.
Io pure sono un nero peccatore,

Ma non voglio essere duro e ostinato.

Io non voglio più peccare,

Voglio amare voglio stare

Con il Bambino bello

Come ci stanno il bue e l'asinello.
Bambinello mio, Tu sei sole d'amore,

Fai luce e scaldi pure il peccatore

Quando è tutto nero e brutto

Come la pece, tanto più

Lo tieni a mente,

E lo fai diventare bello e splendente.
Ma Tu mi dirai che hai pianto,

Affinché piangesse pure il peccatore.

Ho torto, ahi! fossi morto

un'ora prima di peccare!

Tu m'hai amato,

E io come ringraziamento t'ho maltrattato!
A voi, occhi miei, due fontane

Avrete da fare di lacrime piangendo

Per lavare - per scaldare

i piedini di Gesù;

Chissà che placato

Non mi dica: via, che t'ho perdonato.
Beato me se ho questa fortuna!

Che mai posso più desiderare?

O Maria - Speranza mia,

Mentr'io piango, prega Tu:

pensa che sei pure

divenuta madre anche dei peccatori!

## Influenza culturale
Nel 1961 il titolo fu estivamente parodiato e utilizzato come fonte d'ispirazione, in lingua spagnola, dagli Hermanos Rigual per la loro canzone Cuando calienta el sol.